# Cratocnema luteum
Cratocnema luteum är en stekelart som först beskrevs av Szepligeti 1913.  Cratocnema luteum ingår i släktet Cratocnema och familjen bracksteklar. Inga underarter finns listade i Catalogue of Life.